# Displàsia

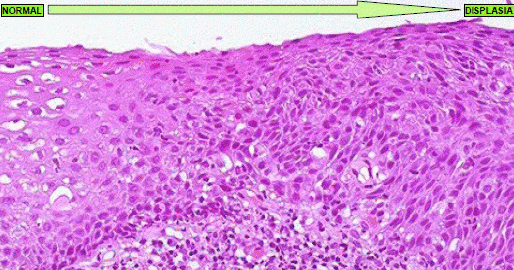
Mostra histològica d'un teixit que presenta displàsia cervical

Des del punt de vista histopatològic, la displàsia (del grec δυσ -dys-, "dificultat" i πλάσις -plasis-, "formació") és una lesió cel·lular caracteritzada per una modificació irreversible de l'ADN que causa canvis anormals en la morfologia i/o en la funció cel·lular. Si es produeix un increment en el nombre de cèl·lules esdevé una hiperplàsia. La displàsia també pot evolucionar i generar una neoplàsia, ja sigui en forma de carcinoma in situ, quan no és invasiva; o de càncer, quan no es respecten determinats límits del teixit epitelial, la neoformació s'estén a distància i -per tant- esdevé maligna. Totes les estructures o òrgans amb epitelis poden desenvolupar una displàsia: mucosa oral, tracte digestiu, bronqui, laringe, bufeta urinària, mama, etc. Les característiques microscòpiques d'una displàsia són diverses. S'aprecien, especialment, atípies nuclears en forma de hipercromatisme, engrandiment i augment de la proporció nucli-citoplasma de les cèl·lules situades per sobre de la membrana basal. La displàsia es un canvi progressiu i la seva importància es fonamenta en el grau de pèrdua de polaritat cel·lular expressat en forma d'estratificació (nuclis a diferent alçada dins del teixit afectat). A efectes pronòstics, un alt grau de displàsia implica un elevat risc potencial de malignització.
Moltes de les lesions blanquinoses i més o menys queratinitzades observades clínicament a llengua, llavis, genives i demés zones de la boca (leucoplàquies), són displàsies epitelials. Sovint es relacionen amb el consum crònic d'alcohol i tabac. Les plaques vermelles a dites àrees (eritroplàquia), més infreqüents, gairebé sempre indiquen displàsia. Generalment, aquestes lesions precanceroses orals es categoritzen com d'alt risc o de baix risc i poden ser identificades en viu mitjançant quimioluminescència o blau de toluïdina.
No és rar que la displàsia aparegui en el context evolutiu d'una síndrome de Barrett, fet que comporta un augment del risc de transformació cancerosa d'aquesta patologia esofàgica, per regla general en forma d'adenocarcinoma esofàgic,
En el fetge cirròtic la presència de nòduls displàstics, sobretot quan la causa de la malaltia és una hepatitis C, està directament associada a l'aparició d'un carcinoma hepatocel·lular.
És una alteració cel·lular que es veu amb freqüència en casos de malaltia inflamatòria intestinal.
Un tipus de displàsia força comú és la displàsia cervical que té com a causa etiològica el papil·lomavirus humà i que afecta el cèrvix uterí de les dones. Al teixit cervical displàsic s'hi observa una diferenciació cel·lular diferent respecte al teixit sa. El terme de displàsia cervical es va adoptar als anys 50 per diferenciar les atípies epitelials cervicals intermèdies entre l'epiteli normal i el carcinoma “in situ” (cèl·lules carcinomatoses al gruix de l'epiteli sense creuar la membrana basal). En aquesta malaltia hi ha tres graus de displàsia diferents segons sigui la proporció de cèl·lules alterades als epitelis de revestiment exo/endocervicals: lleu, moderada i greu. Clamídies, virus de l'herpes tipus 2 o tricomones poden, rarament per se i sovint associades a una infecció pel VPH, causar displàsies cervicals d'intensitat variable.
Per afinitat etimològica, el terme "displàsia" s'utilitza també per denominar malalties que impliquen una anomalia en l'ontogènesi d'una part del cos i que no tenen res a veure amb fenòmens de premalignització. Per exemple, displàsia limfàtica, displàsia renal, displàsia de maluc, displàsia dental, displàsia cleidocranial, displàsia fibrosa de la ròtula, displàsia de la cavitat glenoide de l'escàpula, displàsia broncopulmonar, displàsia arritmogènica del ventricle dret, displàsia osteofibrosa, displàsia fibrosa poliostòtica, displàsia septo-òptica, displàsia tanatofòrica, displàsia mesenquimal placentària, displàsia congènita de Strudwick, displàsia de Mondini, displàsia cortical focal o l'ampli i heterogeni grup de les displàsies ectodèrmiques.